# Pablo Trigueros
Pablo Trigueros Estrada (Herreruela de Oropesa, 4 aprile 1993) è un calciatore spagnolo, difensore del Lugo.

## Carriera
Ha giocato nella seconda divisione spagnola con Ponferradina e Mirandés.

## Statistiche

### Presenze e reti nei club
Statistiche aggiornate al 3 dicembre 2021.
| Stagione            | Squadra             | Campionato          | Campionato | Campionato | Coppe nazionali | Coppe nazionali | Coppe nazionali | Coppe continentali | Coppe continentali | Coppe continentali | Altre coppe | Altre coppe | Altre coppe | Totale | Totale |
| Stagione            | Squadra             | Comp                | Pres       | Reti       | Comp            | Pres            | Reti            | Comp               | Pres               | Reti               | Comp        | Pres        | Reti        | Pres   | Reti   |
| ------------------- | ------------------- | ------------------- | ---------- | ---------- | --------------- | --------------- | --------------- | ------------------ | ------------------ | ------------------ | ----------- | ----------- | ----------- | ------ | ------ |
| 2013-2014           | Atlético Madrid B   | SDB                 | 9          | 0          |                 | -               | -               |                    | -                  | -                  |             | -           | -           | 9      | 0      |
| 2015-2016           | Arandina            | SDB                 | 20         | 1          | CR              | 0               | 0               |                    | -                  | -                  |             | -           | -           | 20     | 1      |
| 2016-2017           | Arandina            | SDB                 | 29         | 3          |                 | -               | -               |                    | -                  | -                  |             | -           | -           | 29     | 3      |
| Totale Arandina     | Totale Arandina     | Totale Arandina     | 49         | 4          |                 | 0               | 0               |                    | -                  | -                  |             | -           | -           | 49     | 4      |
| 2017-2018           | Rápido de Bouzas    | SDB                 | 36         | 4          | CR              | 1               | 0               |                    | -                  | -                  |             | -           | -           | 37     | 4      |
| 2018-2019           | Ponferradina        | SDB                 | 35         | 1          |                 | -               | -               |                    | -                  | -                  |             | -           | -           | 35     | 1      |
| 2019-2020           | Ponferradina        | SD                  | 32         | 1          | CR              | 0               | 0               |                    | -                  | -                  |             | -           | -           | 32     | 1      |
| Totale Ponferradina | Totale Ponferradina | Totale Ponferradina | 67         | 2          |                 | 0               | 0               |                    | -                  | -                  |             | -           | -           | 67     | 2      |
| 2020-2021           | Mirandés            | SD                  | 18         | 0          | CR              | 1               | 0               |                    | -                  | -                  |             | -           | -           | 19     | 0      |
| 2021-2022           | Deportivo La Coruña | PDR                 | 5          | 0          | CR              | 1               | 0               |                    | -                  | -                  |             | -           | -           | 6      | 0      |
| Totale carriera     | Totale carriera     | Totale carriera     | 184        | 10         |                 | 3               | 0               |                    | -                  | -                  |             | -           | -           | 187    | 10     |